# Celiusz
Celiusz – męski odpowiedni imienia Celia. Patronem tego imienia jest św. Celiusz,
pustelnik z I wieku, który życie spędził w toskańskiej grocie.
Celiusz imieniny obchodzi 27 lipca.